# جان ویلموت، دومین ارل راچستر
جان ویلموت، دومین ارل راچستر (انگلیسی: John Wilmot, 2nd Earl of Rochester؛ ۱ آوریل ۱۶۴۷ – ۲۶ ژوئیه ۱۶۸۰) شاعر انگلیسی و درباری دیوان بازگردانی پادشاه چارلز دوم بود. او به بازسازی در برابر «اقتدارگرایی معنوی» دوران پیوریتن‌ها واکنش نشان داد. راچستر تجسم این دوران جدید بود و او به دلیل شعر خود به خاطر سبک زندگی خشن خود مشهور شد، اگرچه این دو اغلب به هم مرتبط بودند. او در ۳۳ سالگی بر اثر بیماری مقاربتی درگذشت.
از فیلم‌ها یا برنامه‌های تلویزیونی که نقشش در آن ایفا شده می‌توان به افسارگسیخته اشاره کرد.